# Cres
Die Insel Cres [tsrɛs] (italienisch Cherso, deutsch veraltet Kersch) und die gleich große Nachbarinsel Krk sind die größten Inseln im Adriatischen Meer. Beide Inseln liegen im nördlichen Teil der Kvarner-Bucht vor der Halbinsel Istrien und gehören zur Gespanschaft Primorje-Gorski kotar in Kroatien.

## Geografie

### Gestalt
Cres ist eine gebirgige Insel, 66 km lang und 2 bis 12 km breit. Die Länge der Küstenlinie beträgt rund 248 km.
Der höchste Gipfel der Insel ist der im Norden gelegene Gorice (648 m), gefolgt vom Sis (639 m). In der Inselmitte liegt der Osoršćica mit Sv. Nikola (558 m) und die Televrina (589 m). Der Süden hingegen ist flacher und erhebt sich mit dem Goršćak bis auf 242 Meter Höhe. Der 5,75 km² große und über 70 m tiefe Vrana-See ist dagegen eine Kryptodepression. Der Seeboden liegt bis zu 62 m unter der Meeresoberfläche, während der Seespiegel derzeit höher als der Meeresspiegel liegt. Die gesamten Berghänge rund um den Vrana-See sind aus Gründen des Wasserschutzes Sperrgebiet, denn der Trinkwasserbedarf der gesamten Insel wird mit dem Süßwasser des Sees gedeckt.

### Geologie
Die geologische Formation des gesamten Kvarner erfolgte vor 116 bis 39 Millionen Jahren. Neben dem Kalkstein der Karstlandschaft finden sich Dolomit- und Bauxitlager. Die Böden bestehen aus Terra rossa, Ablagerungen, die auf Kalkgestein zurückgehen, dazu jüngeren Ablagerungen.

### Klima
Die mittlere Temperatur betrug Mitte der 1990er Jahre 13,2 °C. Dabei war der Januar mit 7,3 °C der kälteste, der Juli mit 24,4 °C der wärmste Monat. Im Winter lag die Durchschnittstemperatur bei 7,9, im Frühling bei 13,4, im Sommer bei 23,1 und im Herbst bei 16,2 °C. Das milde Klima mit den geringen Niederschlägen erlaubt den Anbau, bzw. die Nutzung von Steineiche, Mastixstrauch, Erdbeerbaum, Lorbeer, Olivenbaum, Heidekraut, Zistrose, Myrte, dazu einige amerikanische Xerophile wie Agaven und die Kaktusfeige.

### Ortschaften, Einwohnerzahlen

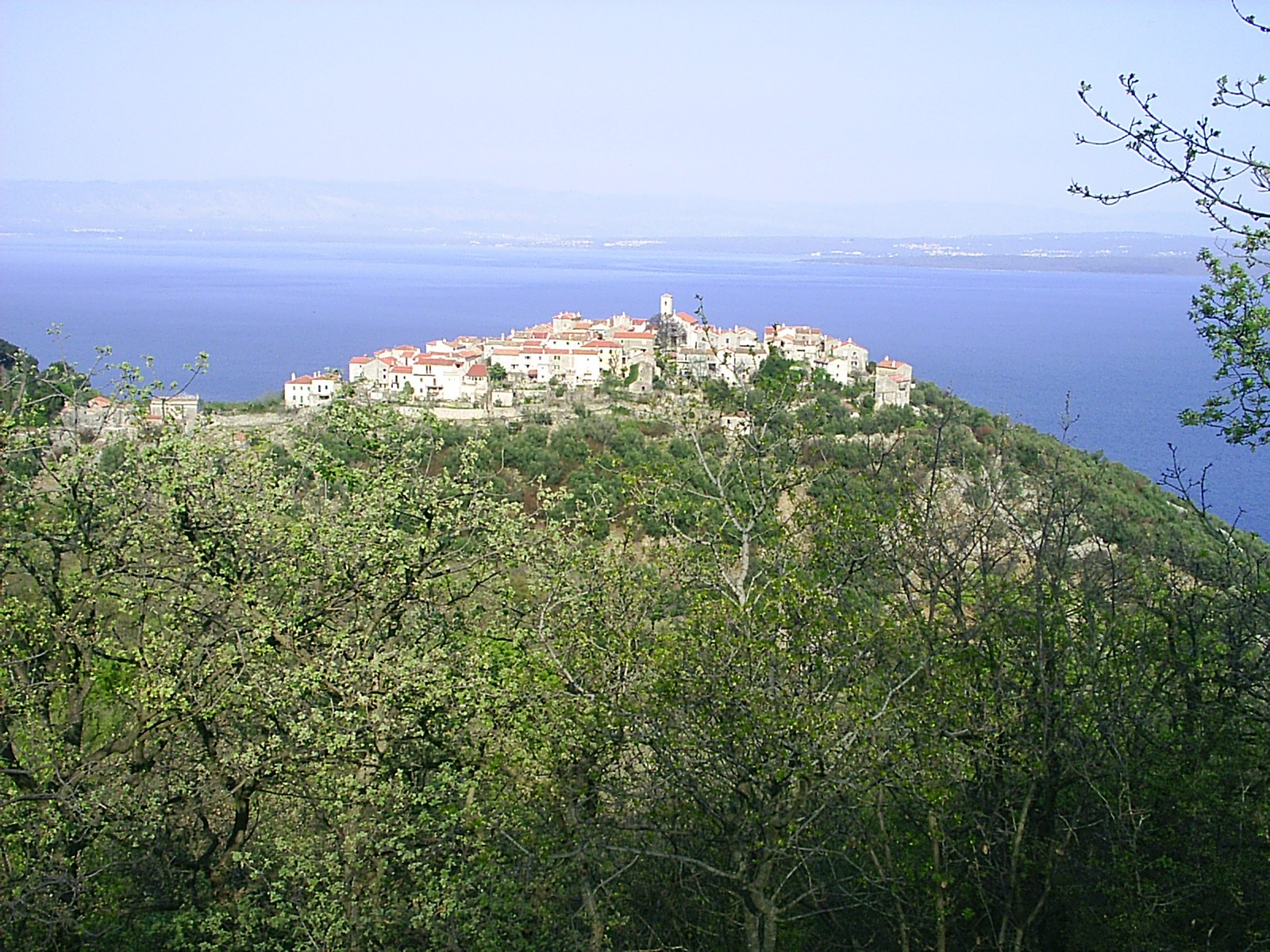
Beli mit seinen wenig mehr als 50 Einwohnern liegt weit im Norden der Insel

Im Jahr 2001 zählte die Insel 3184 Einwohner, zehn Jahre später waren es noch 3079. In der gleichnamigen Ortschaft Cres lebten allein 2289 Einwohner. Dies entsprach fast drei Viertel der Inselbewohner.
Folgt man der Bundesstraße 100 von Nord nach Süd so finden sich folgende Orte: Ivanje, Porozina (Fähre aus Brestova in Istrien), Filožići, Dragozetići, Beli, Sveti Petar,  Predošćica, Vodice, Merag (Fähre aus Valbiska auf Krk), Cres (Inselhauptstadt), Loznati, Valun, Mali Podol, Pernat, Zbičina, Lubenice, Orlec, Vrana, Hrasta, Stivan, Miholašćica, Zaglav, Martinšćica, Vidovići, Belej (dt. veraltet: Kaißol), Ustrine, Osor (Brücke auf Lošinj), Punta Križa.

## Flora und Fauna
Im Jahr 2008 wurden 1404 Pilz- und Pflanzenarten registriert.
Zwischen 2008 und 2013 wurden 77 Schmetterlingsarten auf der Insel nachgewiesen, womit Cres die kroatische Insel mit den zweitmeisten Schmetterlingsarten nach Krk mit 104 Arten war.
Auf der Insel befindet sich eine Brutkolonie von freilebenden Gänsegeiern. Es handelt sich um etwa 80 Brutpaare, die durch das Naturschutz- und Forschungszentrum für diese Art in Beli beobachtet werden. Auf Cres war schon 1982 mit Hilfsfütterungen begonnen worden, 11 Standorte an Klippen fanden sich im Norden der Insel, 15 im Süden. Sie bilden den Kern einer auf mehrere Standorte verteilten Kvarner-Kolonie, bei der sich genetischer Austausch nachweisen lässt.

## Geschichte

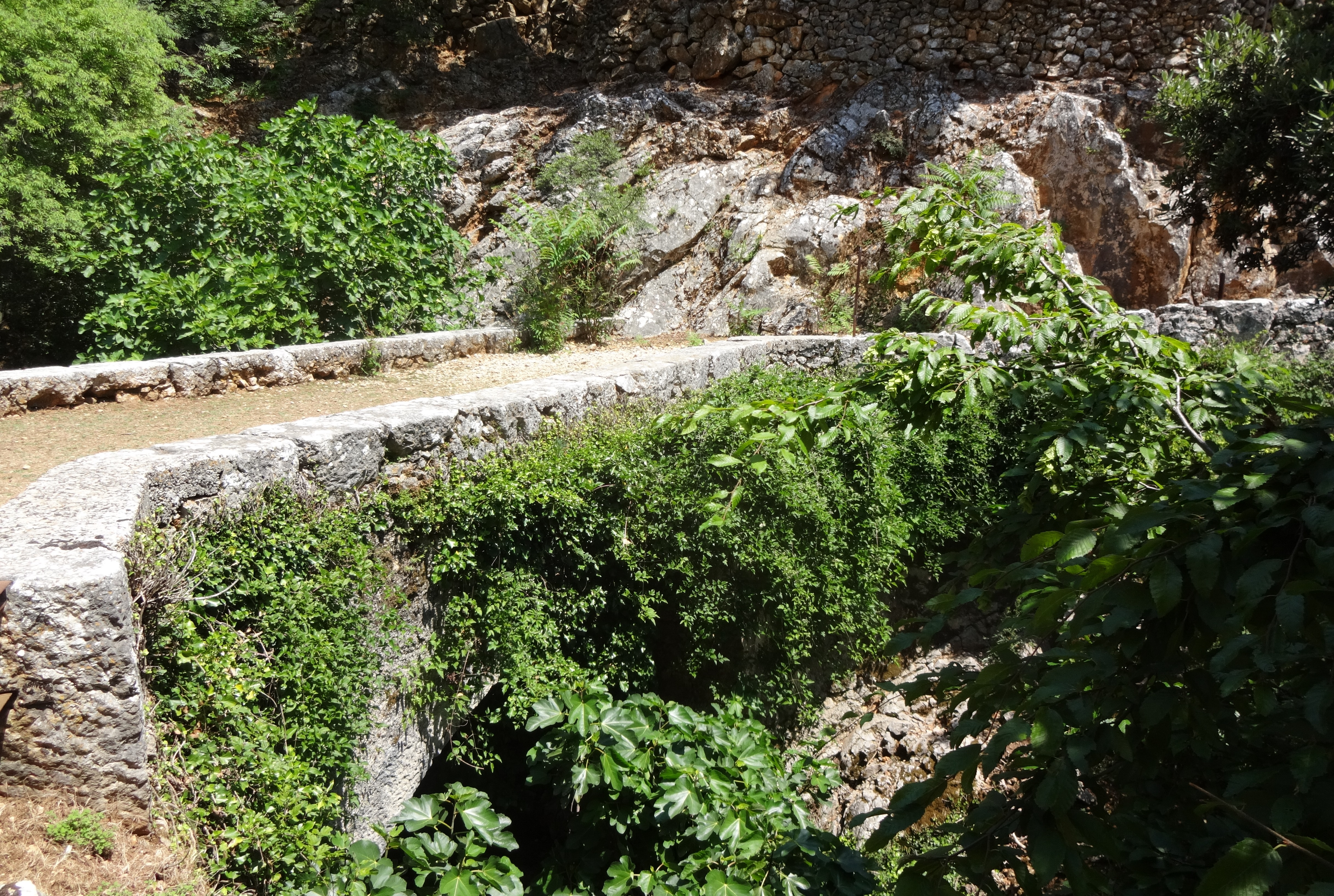
Die Brücke von Beli ist die einzige erhaltene Brücke aus römischer Zeit im Kvarner

Die Insel Cres war in der Jungsteinzeit bewohnt, wie Funde in der Höhle Jami na Sredi erweisen, auch lässt sich Bootsverkehr zum Festland für die Kupfersteinzeit nachweisen.

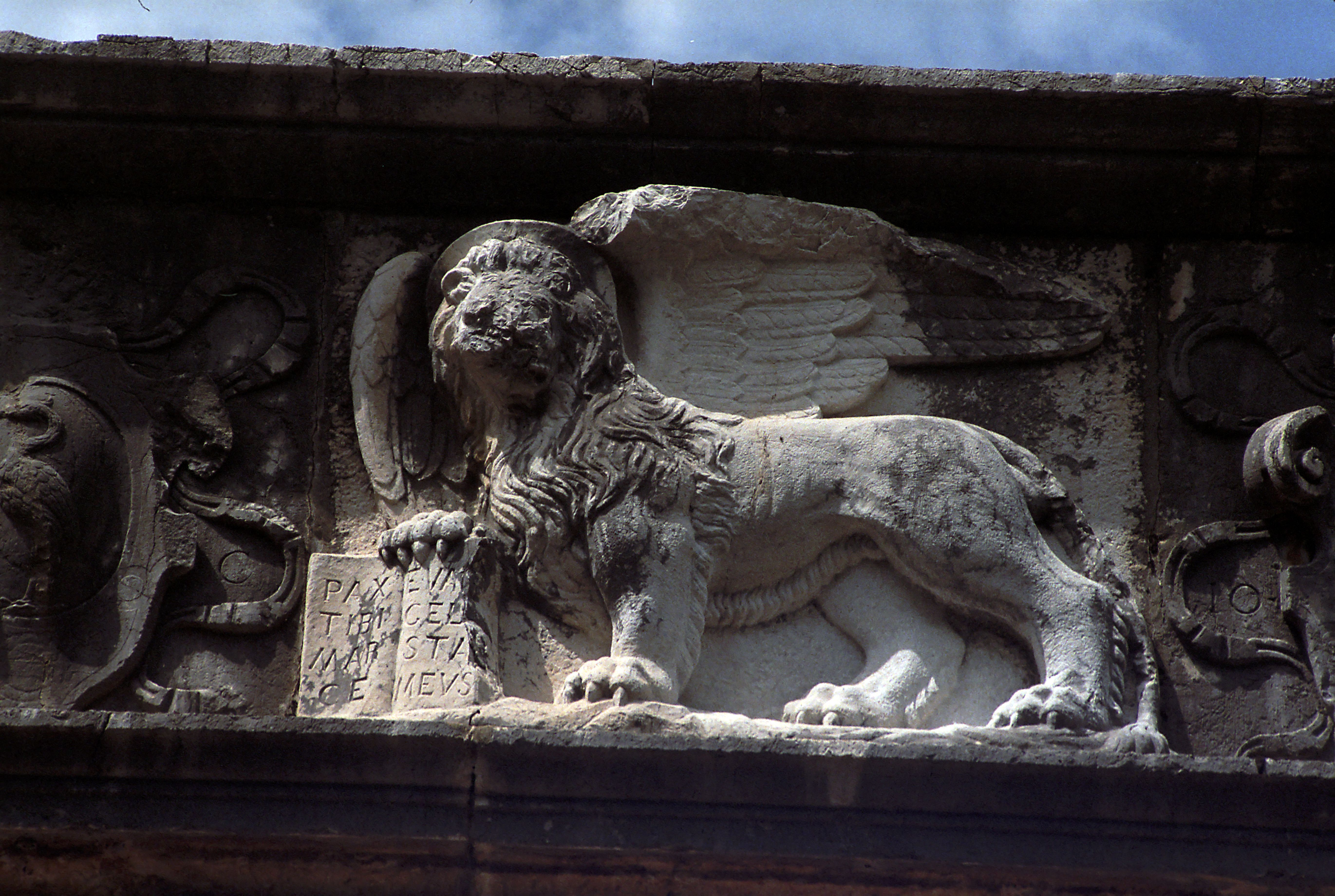
Markuslöwe über der Porta Marcella im Nordosten der Stadt Cres

Erste Kroaten siedelten im Frühmittelalter auf der Insel (siehe Landnahme der Slawen auf dem Balkan). Sie waren früh in der Lage, Schiffe zu bauen, mit denen sie am Handel teilnahmen, aber auch Plünderzüge unternahmen. 842 plünderten zudem Sarazenen die Insel.
Im Streit mit den Patriarchen von Aquileia, die als Reichsfürsten Anspruch auf die Bistümer erhoben, die dem abgespaltenen Patriarchat Grado unterstanden, versuchte Venedig im 11. Jahrhundert deren Einfluss abzuwehren. Selbst auf den Inseln Arbe, Veglia und Ossero-Cherso, wo Venedig sich neben Istrien noch am ehesten politisch dauerhaft durchsetzen konnte, musste Venedig 1018 noch seine Herrschaft erzwingen. 
Venedig, das zunehmend Istrien dominierte, weitete seinen Einfluss auch auf Cherso aus. Um 1160 setzte der Doge Vitale Michiel II. seinen Sohn Lunardo († 1172) zum Conte zweier Inseln ein, nämlich von Cherso und Ossero auf Lussino (Comes absarensis). Seinen anderen Sohn Nicolò erhob er zum Conte von Arbe. Damit übernahm Venedig die direkte Kontrolle über die Inseln, wobei 1163 die Grafschaft Veglia an die Söhne des verstorbenen Conte Doimo ging, nämlich an Bartolomeo und Guido, die bereits Vasallen Venedigs waren.

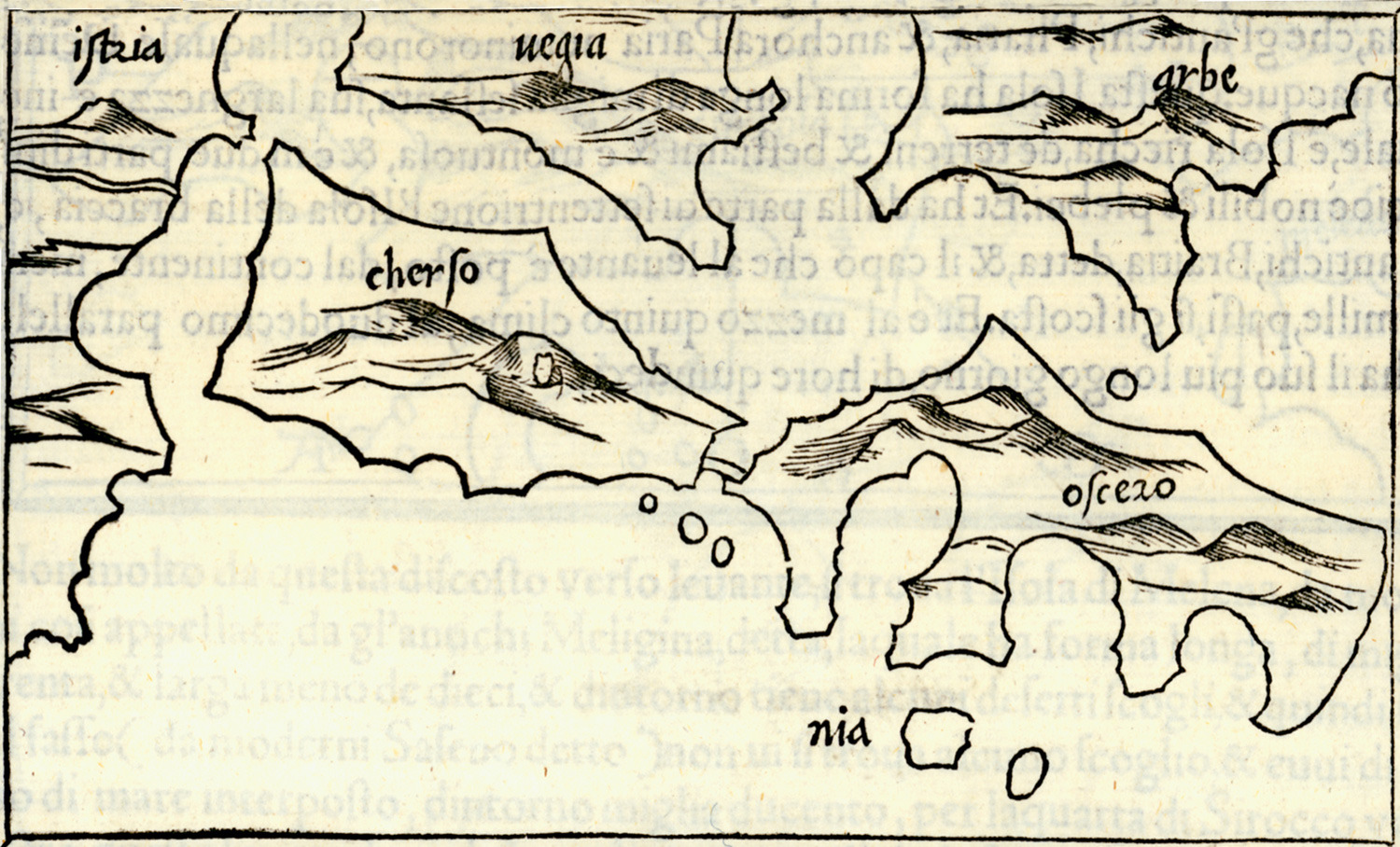
Benedetto Bordone (1460–1531): Isolario di Benedetto Bordone nel qual si ragiona di tutte l'isole del mondo, con li lor nomi antichi & moderni, historie, favole, & modi del loro vivere, Venedig 1528, Auflage von 1547 mit einer Skizze der Inseln

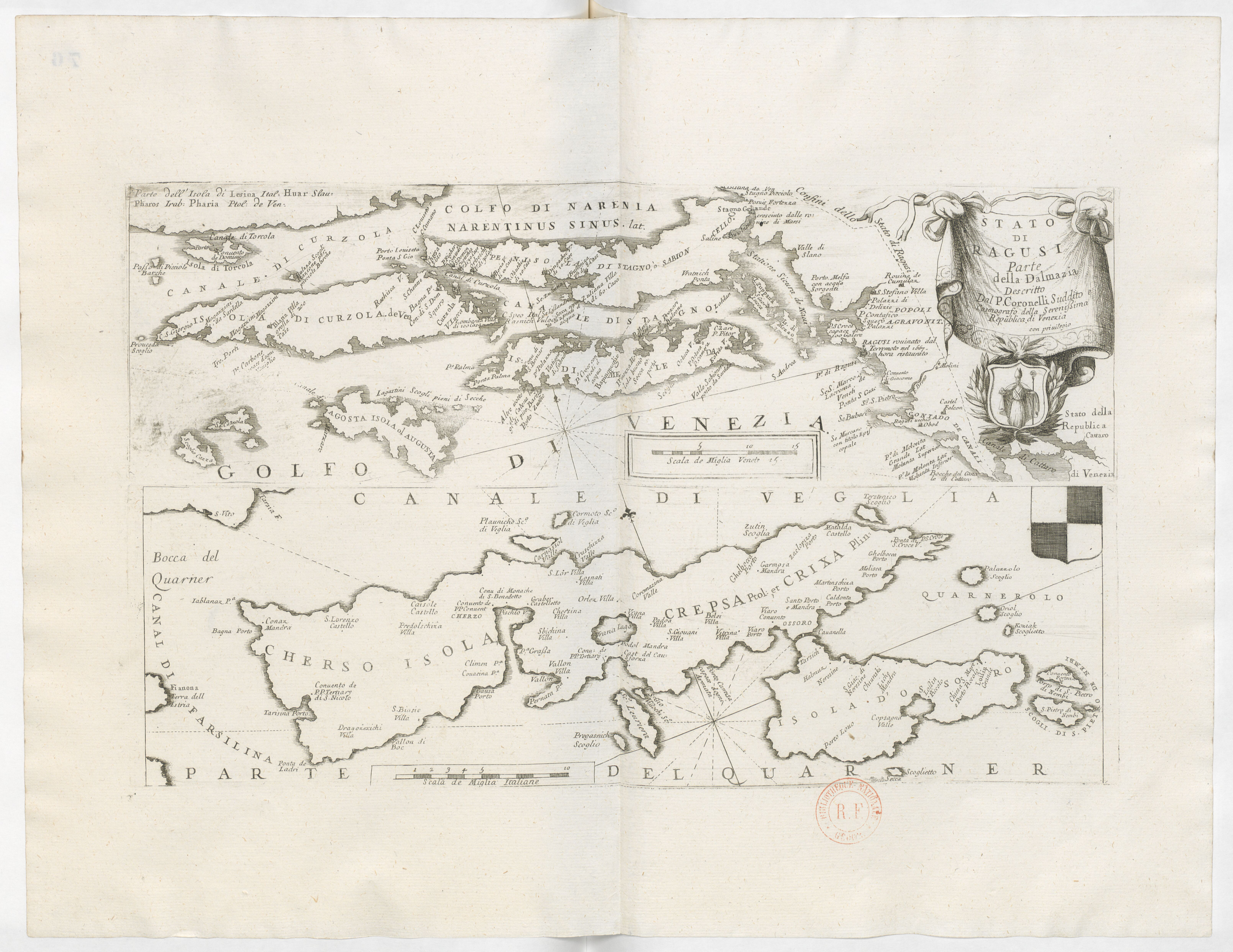
Vincenzo Maria Coronelli: Karte von Cherso, 1689

Vom 16. Jahrhundert bis 1797 befand sich Cres wie die benachbarten Inseln unter venetianischer Herrschaft.

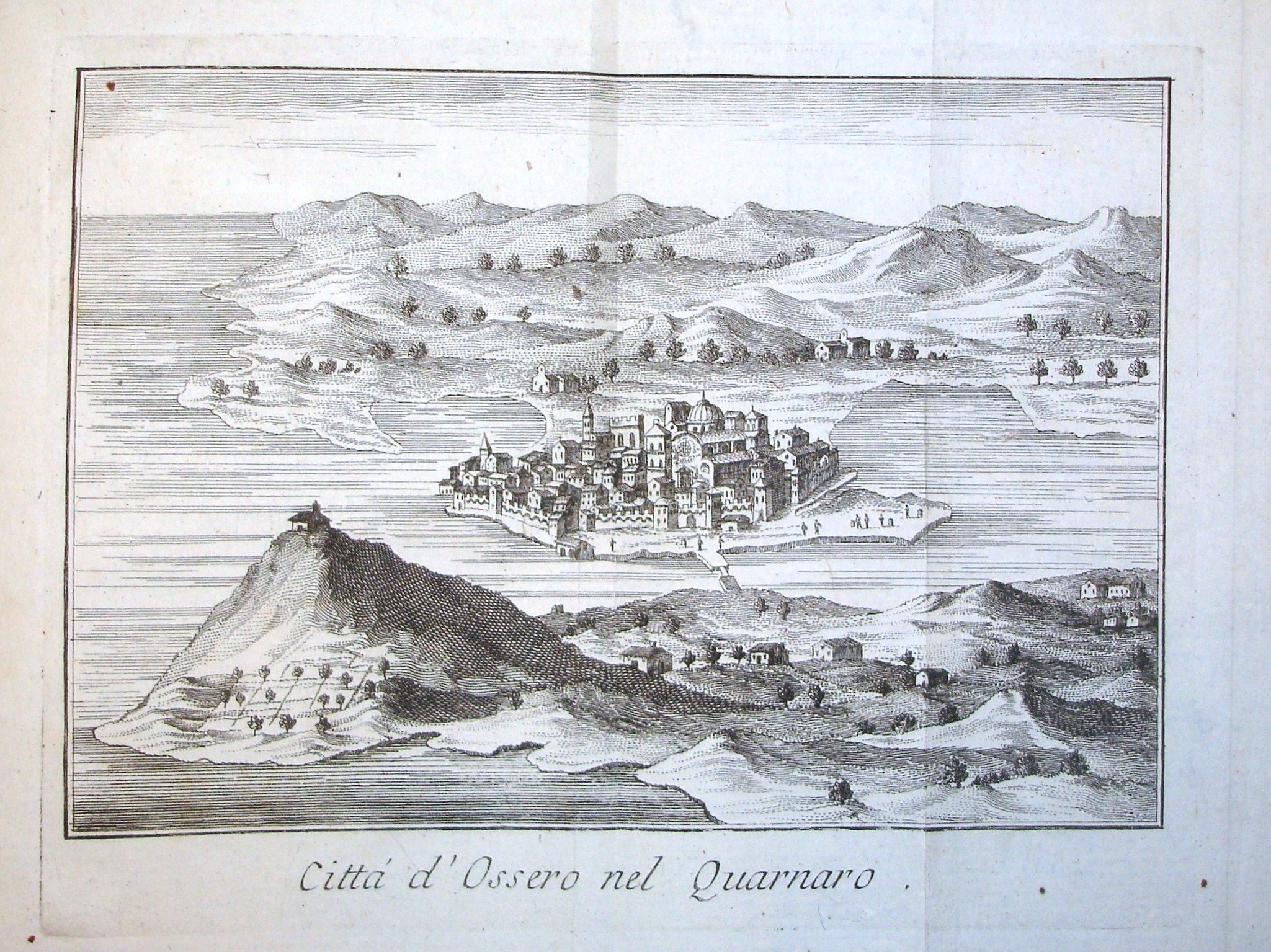
Ossero gegen Ende der venezianischen Herrschaft 1787

Nach dem Fall Venedigs übernahmen die Habsburger die Herrschaft über die östliche Adriaküste und damit auch über Cres. Zwischen 1805 und 1814 war Cres kurz Teil Frankreichs, später wieder Teil der Donaumonarchie (Österreich-Ungarn). Schließlich kam die Insel durch die Unterzeichnung des Vertrages von Rapallo am 12. November 1920 zu Italien. Während des Zweiten Weltkriegs wurde die Insel durch deutsche Truppen besetzt. Nach Kriegsende kam sie zur Teilrepublik Kroatien innerhalb Jugoslawiens und ist mit der Unabhängigkeit Kroatiens 1991 weiterhin Teil der Republik Kroatien geblieben.
Die größte Bevölkerungsgruppe der Inselbewohner sind Kroaten, gefolgt von Bosniaken, Serben, Slowenen und kleinen Gruppen von Italienern und Deutschen.

## Wirtschaft
Einige Bewohner der Insel betreiben Schafzucht und die Herstellung damit verbundener Agrarprodukte.

## Verkehr

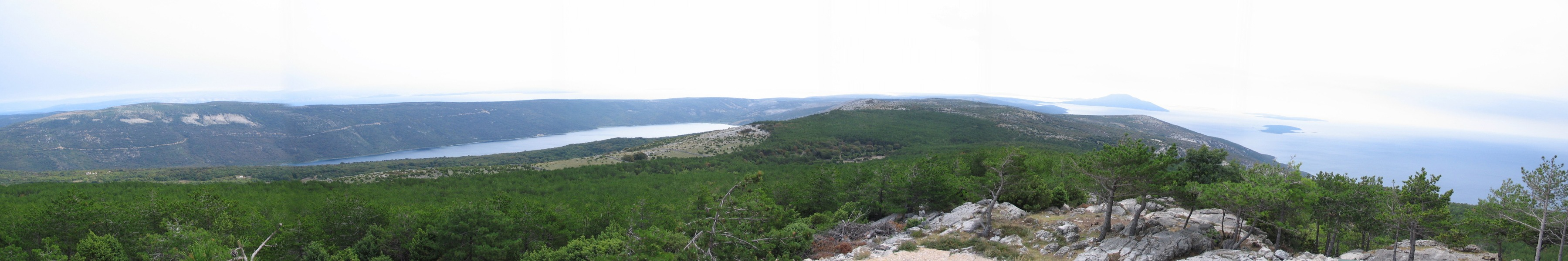
Panorama des mittleren und südlichen Teils der Insel (ab Vrana-See bis südliches Ende)

Die Insel Cres ist per Fähre aus Brestova (Festland-Istrien) nach Porozina (Insel Cres) in 20 Minuten und aus Valbiska (Insel Krk) nach Merag (Insel Cres)  in 45 Minuten zu erreichen. Weiterhin kann man als Fußgänger per Katamaran aus Rijeka auf der Linie Mali Lošinj – Rijeka – Mali Lošinj die Häfen von Cres und Martinšćica erreichen.

Panorama des mittleren Teils der Insel (ab der Bucht von Cres bis zum Vrana-See)

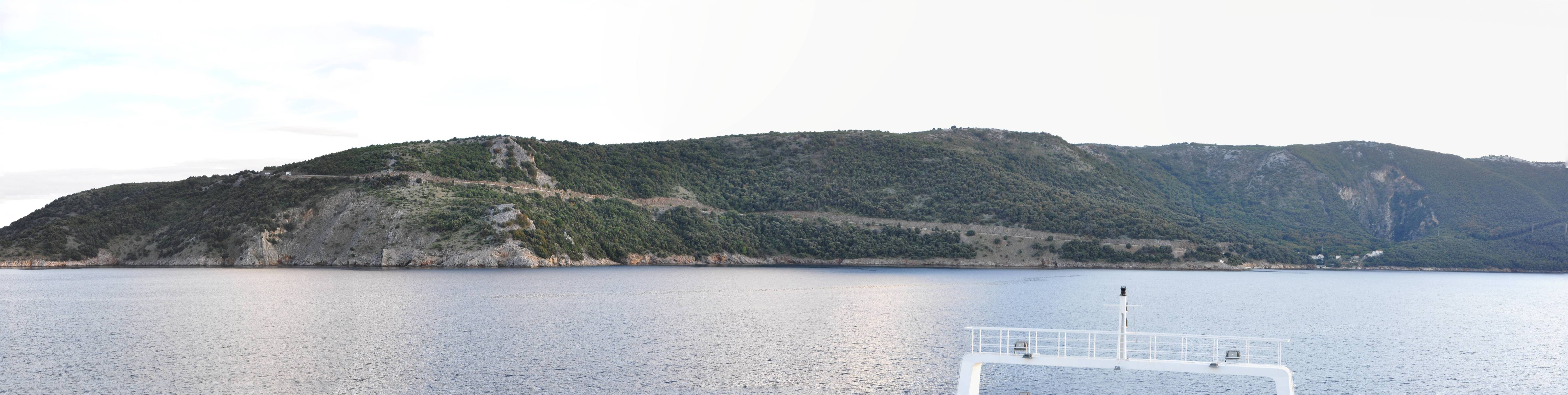
Fähre in Richtung Merag

Durch eine Drehbrücke ist die Insel in ihrem südlichen Teil, im Ort Osor, mit der Insel Lošinj verbunden.

## Persönlichkeiten
- Francesco Patrizi da Cherso (Frane Petrić, 1529–1597), Philosoph
- P. Placido Cortese (1907–1944), Ordensgeistlicher, Widerstandskämpfer und Opfer des Nationalsozialismus
- Mate Solis (1935–2019), kroatischer Künstler, geboren in Zadar, wuchs auf Cres auf

## Bilder

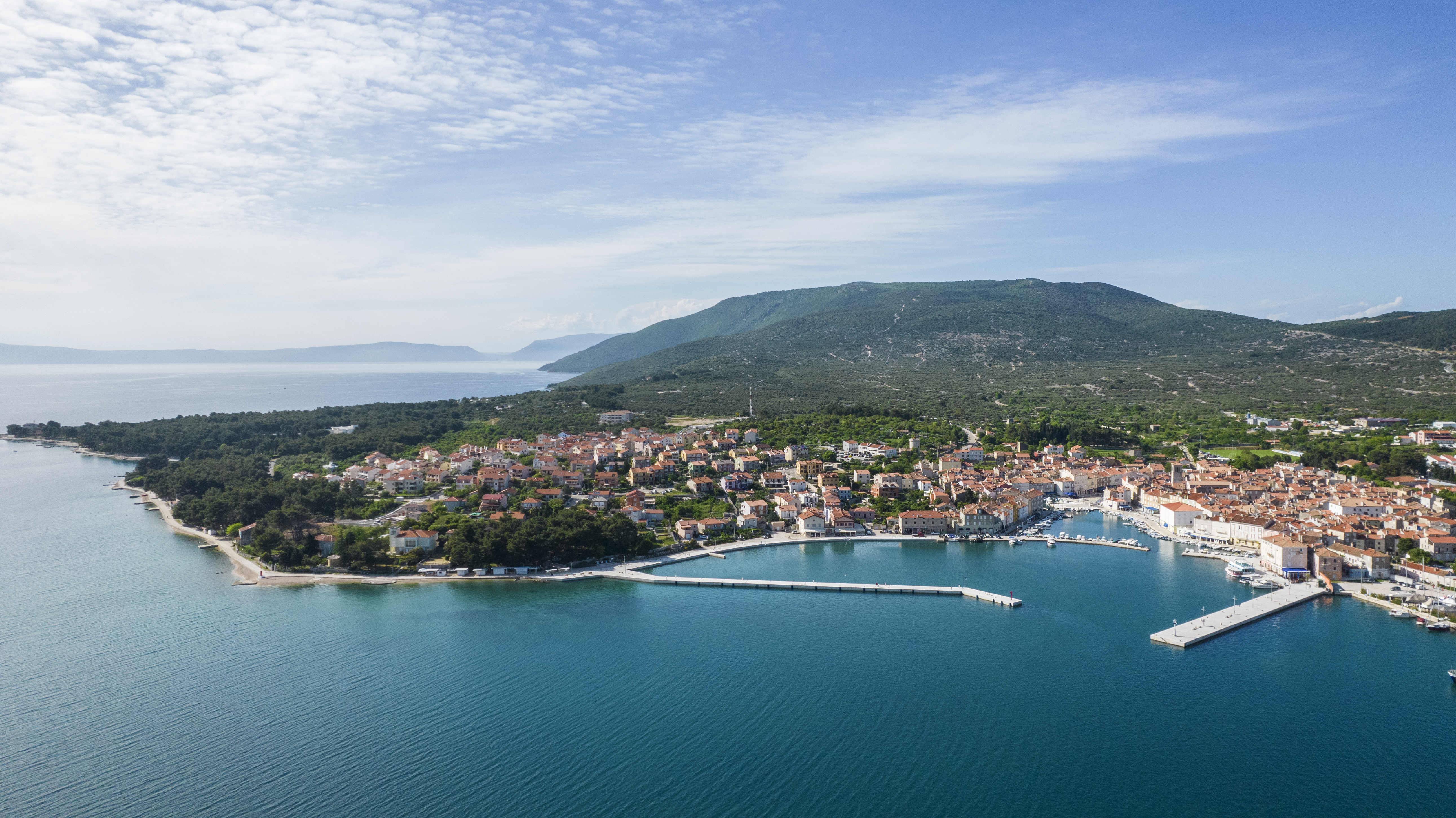
Cres (Stadt)
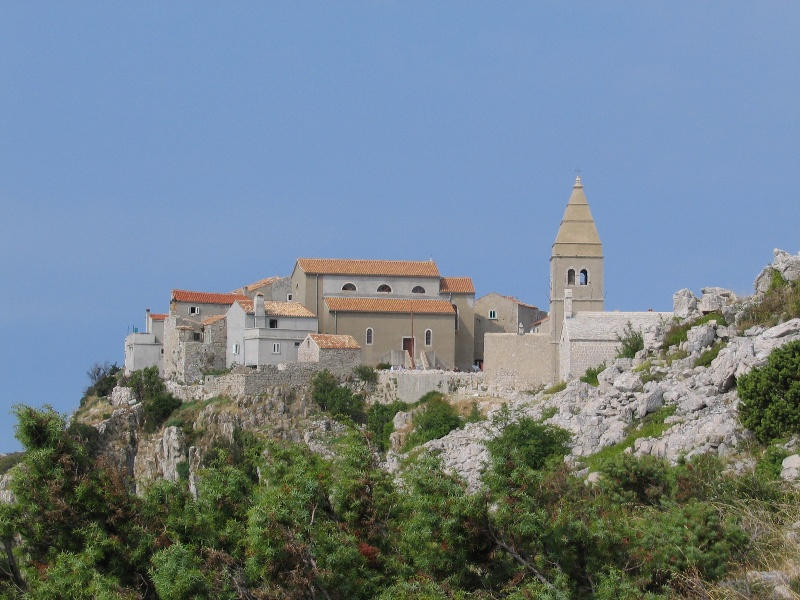
Lubenice
Die Bucht von Martinšćica

### Geographie
- Ernst Mayer: Der Vrana-See auf der Insel Cherso im adriatischen Meere. In: Moritz Alois Becker (Red.): Mittheilungen der k.k. Geographischen Gesellschaft Wien. Band 16.1873 (N.F. 6). Hölder, Wien 1874, S. 241–248. — Volltext online.

### Geschichte
- Robert Matijašić: Le isole di Cherso e Lussino in età romana. In: ATTI 20 (1990) S. 255–273. Centro di ricerche storiche Rovigno, ISSN 0352-1427 (online, PDF-Download)
- Silvio Mitis: Cherso ed Ossero sotto la Serenissima, Parenzo 1933 (zu Cres (Cherso) und Osor (Ossero) – gemeint ist der Ort auf Cres – während der venezianischen Herrschaft). (academia.edu)

### Flora und Fauna
- Toni Koren, Mitja Črne, David K. J. Withrington: Butterflies (Lepidoptera: Papilionoidea, Hesperioidea) of the Adriatic islands of Cres and Lošinj, Croatia. In: Entomolist's Gazette 66 (2015) 81–94 (zwischen 2008 und 2013 wurden 59 Arten auf Lošinj und 77 Arten auf Cres nachgewiesen; auf beiden Inseln ließen sich insgesamt 80 Arten nachweisen)
- Ettore Tomasi: Indagine cecidologica dell'isola di Cres-Lošinj (Cherso-Lussino) (Hrvatska, Adriatic Sea, NE). In: Atti del Museo Civico di Storia Naturale die Trieste 60 (2019), S. 153–268. (online, PDF)
- Amelio Pezzetta: Le Orchidaceae dell’Isria e dell’Arcipelago di Cherso-Lussino, in: Atti del Museo Civico di Storia Naturale di Trieste 59 (2018) 27–76 (online, PDF)